# Оленчик Іван Федорович
Оленчик Іван Федорович (нар. 1952, с. Касперівці, Тернопільської області) — кларнетист і педагог. Лауреат Республіканського конкурсу (Київ 1976 р.1 премія), Всесоюзного конкурсу (Мінськ 1979 р. 1 премія), Міжнародного конкурсу «Празька весна» (Прага 1981 р. 3 премія). Заслужений артист РРФСР (1985), професор Російської Академії Музики ім. Гнесіних.
З музикальної родини: батько грав на всіх духових інструментах, скрипці, баяні та цимбалах.

Грі на кларнеті Іван навчався в Тернопільському музичному училищі ім. С. А. Крушельницкої (клас Г. С. Гевояна, закінчив в 1971 р.), Одеській консерваторії ім. А. В. Нежданової (клас професора К. Е. Мюльберга, закінчив в 1976 м). З 1978—1981 в аспірантурі Державного Музично-педагогічного інституту ім. Гнесіних (клас професора І. П. Мозговенко).
Кар'єру оркестрового музиканта почав в 1973 році в якості соліста симфонічного оркестру Одеської філармонії, де пропрацював до 1976 року. 1978—1984 р.р. займав пост концертмейстера групи кларнетів Першого окремого показового оркестру Міністерства оборони СРСР.

З 1986 по 2003 р.р. — соліст Державного академічного симфонічного оркестру СРСР (Росії) під керуванням Євгена Свєтланова. З 1991 року — концертмейстер групи кларнетів.

З 2003—2011 р.р. соліст і концертмейстер групи кларнетів Московського державного академічного симфонічного оркестру під керуванням Павла Когана.
Як сольний виконавець виступав на провідних концертних майданчиках Росії, СНД, а також Франції, Норвегії, Австрії, Угорщини, Швеції, Чехії, Китаю, а в складі оркестрів на самих знаменитих сценах світу. В його репертуарі велика кількість класичних і сучасних творів для кларнету, а також присвячені йому твори композиторів — Романа Леденьова, Шалви Давидова, Вадима Кульова, Георгія Сальникова. З 2009 року доцент, з 2012 року професор Російської Академії Музики ім. Гнесіних. І. Ф. Оленчиком написана значна кількість популярних творів для кларнету, інших духових інструментів та оркестру, а також записано багато класичної та сучасної музики для кларнету соло і кларнету з фортепіано. І. Ф. Оленчик запрошується головою та членом журі багатьох міжнародних конкурсів.